# Bremischer Schwimmverein
Der Bremische Schwimmverein (BSV) ist ein Schwimmverein aus Bremen.

## Geschichte
Die ersten Schwimmsportvereine in Bremen waren 1885 der Bremer Schwimm-Club aus der Östlichen Vorstadt und der S.V. Weser sowie 1889 der Oberweser Bade- und Schwimmverein, der später (um 1945) zum Bremischen Schwimmverein (BSV) wurde. Gründer waren 16 junge Mitglieder. 1893 bildeten die Schwimmvereine Oberweser, Poseidon SV, Hastedter SV, SV Triton aus Hemelingen und SV Weser den Bremischen Schwimmverband.
Im Verein schwammen zunächst nur Männer und Jugendliche. 1905 wurde auch eine Damenabteilung beim SV Poseidon gegründet, andere Vereine folgten. Im Februar fand ein Zusammenschluss einiger bremischen Schwimmvereine unter dem Namen Bremischer Schwimmverband statt. Ab August 1923 waren diese Vereine aber wieder selbständig. Die größten sportlichen Höhepunkte waren in den späten 1930er Jahren zu verzeichnen. Helmut Fischer gewann fünfmal in Folge – 1935, 1936, 1937, 1938 und 1939 – die Deutsche Meisterschaft über 100 m Freistil. Bei den Olympischen Spielen 1936 in Berlin errang er zwei fünfte Plätze.
Die Vereinsstaffel vom Verein mit Eduard Askamp, Hermann Heibel, Helmut Fischer und Wolfgang Leisewitz wurden in Halberstadt Deutsche Meister. Im März 1938 schwamm die Vereinsstaffel mit Eduard Askamp, Hans Freese, Hermann Heibel und Helmut Fischer im Bremer Hanse-Bad die damalige Weltrekordzeit von 4:03,6 Minuten.
Um 1945 wurde der Verein zum Bremischen Schwimmverein (BSV) umbenannt. 1973 und 1975 waren die Mädchen Deutsche Jugend-Jahrgangsmeister. 1981 stiegen die Wasserballer in die 1. Bundesliga (Albatross-Liga) auf.

## Mitglieder und Sportangebote
Der BSV hatte 1977 rund 200 und um 2018 ca. 1300 Mitglieder. Der Breitensport wurde ein wichtiges Ziel des Vereins. Er hat folgende Sportangebote:
- Schwimmen: Mastertraining, Kinder und Jugendliche mit Schwimmunterricht und Training, Aquajogging/Wassergymnastik
- Wasserball[1]
- seit 1974: Tennis
- Triathlon
- Kegeln

## Sportstätten
Das Achterdiekbad als Wettschwimmbahn und Badeanstalt wurde 1915 in einem Park an der Franz-Schütte-Allee mit Stiftungsgeldern von Franz Schüttes – Erben gebaut. Es war um 1915 bis zum Ende des Ersten Weltkrieges auch Trainingsort für den Verein. In den 1920er- und 1930er-Jahren wurde bis 1944 dann beim Oberländer Hafen an der Weser geschwommen. Nachdem der Hafen zerbombt wurde, nutzte der BSV das Horner Bad. Seit 1968 wurde das inzwischen marode Achterdiekbad in Stufen bis in die 1980er Jahre gründlich saniert, modernisiert und ausgebaut. Das Bad ist seit 1976 eine vereinseigene Anlage. Zudem wurde nach 1973 im Uni-Bad trainiert.
Die Sport- und Freizeitanlage des Vereins besteht aus dem beheizten 25 m Sportschwimmbecken (seit 1985), acht Tennisplätzen, dem Kinderspielplatz und den Sonnenliegen sowie dem öffentlichen Clubhaus mit See-Terrasse, Kegelbahn und Sauna.

## Persönlichkeiten
- Eduard Askamp (1918–1999), Schwimmer, 1938 Weltrekordler mit der 4-mal-100-Meter-Staffel
- Joachim Balke (1917–1944), 1938 Europameister über 200 Meter Brust, 1938 Weltrekord über 100 Meter Brust in 1:09,5 Minuten
- Helmut Fischer (1911–1996), Schwimmer, mehrfacher Deutscher Meister über 100 Meter Freistil
- Hans Freese (1918–1941), mehrfacher Deutscher Meister im Schwimmen, Teilnehmer an den Olympischen Sommerspielen 1936 über 400 und 1500 Meter Freistil, 1938 Europameister über 4 × 200 Meter Freistil, 1938 Weltrekordler mit der 4-mal-100-Meter-Staffel
- Rainer Kahl (* 1944), Wasserballer, von 2007 bis 2015 Ortsamtsleiter in Oberneuland, Stellv. Vorsitzender
- Christian Kreth (1878–1963), Deutscher Meister 1898 über 100 m Freistil, Ehrenmitglied des BSV
- Gustav Schiele (1922–2014), 1941 deutscher Rekord mit der Rückenstaffel, Mitglied seit 1946 und langjähriger Vorsitzender